# Pseudemys nelsoni
Pseudemys nelsoni (лат. ) — вид североамериканских водных черепах. Видовое латинское название дано в честь Джорджа Нельсона, американского коллекционера.
Общая длина колеблется от 25 до 37,5 см, вес — от 1,8 до 4 кг. Наблюдается половой диморфизм — самцы обычно меньше самок и имеют на передних лапах удлинённые когти. Эта черепаха обладает очень мощным панцирем.
Карапакс у этих черепах чёрный, украшенный яркими красными поперечными полосами на каждом из первых трёх боковых щитков. Молодые особи окрашены очень ярко. Они имеют оливково-зелёный карапакс с рисунком из чёрных кругов и линий. Пластрон ярко-жёлтый или оранжевый с небольшими тёмными пятнами.
Любит озёра и небольшие стоячие водоёмы, канавы, болота. Украшенные черепахи достаточно много времени проводят вне водоёмов, предпочитая лежать на корягах или на берегу. Питается водными насекомыми, ракообразными, мелкой рыбой, растительностью. При этом взрослые больше употребляют растительную пищу.
Половая зрелость самцов наступает в 3—4 года, самок — в 5—7 лет. Самка откладывает от 6 до 31 яйца. Инкубационный период длится от 60 до 75 суток.
Эта черепаха имеет довольно вкусное мясо, поэтому местные жители охотятся на неё, а также отправляют в другие штаты США.
Живёт в США (штаты Джорджия, Флорида и Техас).